# リシアンスキー島

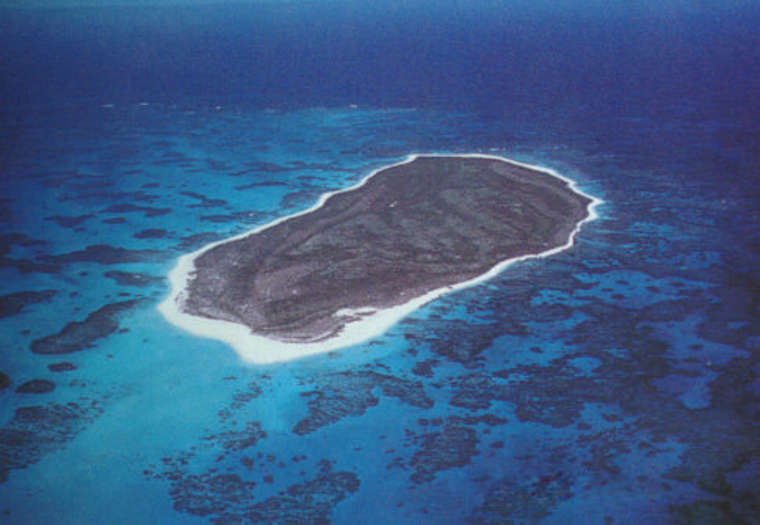
リシアンスキー島

リシアンスキー島（リシアンスキーとう、Lisianski Island）とはハワイ諸島の北西ハワイ諸島にあるサンゴ礁の小島。
面積1.5km2の小さな環礁の島だが、礁域の面積は979km2もあり、昔から多くの船が座礁する危険な礁域だった。
豊かな自然に恵まれ、海鳥やアザラシが生息し、サンゴの海には様々な魚がいる。北西ハワイ諸島の自然保護区の一部。
1805年10月15日にロシアのネバ号がこの島を発見すると同時に座礁した。ネバ号のユーリー・リシアンスキー(Urey Lisiansky)船長は浅瀬から脱出するため船の貨物のいくつかを放棄して捨て、ネバ号は脱出に成功した。島の名はリシアンスキー船長の名を取って名付けられている。